# Артур Джавадян
Артур Юрійович Джавадян (вірм. Արթուր Ջավադյան; 22 квітня 1964, Єреван) — голова Центрального банку Вірменії з 11 червня 2008 року. Син Юрія Джавадяна.

## Біографія
1971—1981 — єреванська школа № 30 імені Чкалова.
1981—1986 — факультет механізації Вірменського сільськогосподарського інституту. Інженер-механік.
1986—1989 — аспірантура Вірменського сільськогосподарського інституту.
1987—1989 — працював інженером в «Армглавводстрой».
1989—1991 — працював у банку «Єреван» експертом, заступником начальника управління, начальником управління.
1991—1997 — обіймав посаду голови правління вірменського «Армінвестбанку».
1997—1999 — член ради Центрального банку Вірменії.
1998—2008 — обіймав посаду директора вірменського Чорноморського банку торгівлі та розвитку, голови комітету з аудиту.
1999—2000 — радник голови правління «Армінвестбанку» по фінансовому моніторингу.
2000—2001 — радник голови Центрального банку Вірменії.
2001—2003 — член правління Центрального банку Вірменії.
2003—2008 — заступник голови Центрального банку Вірменії.
З червня 2008 — голова Центрального банку Вірменії.

## Стажування
- Американський банківський інститут (Нью-Йорк, 1994).
- Освітній центр Центрального банку Швейцарії (1998).
- Міжнародні банківські семінарії, конференції (2000).
- Японський міжнародний центр фінансів (2002).